# Jérôme Golmard
Jérôme Roger Golmard (* 9. September 1973 in Dijon; † 1. August 2017) war ein französischer Tennisspieler.

## Karriere
Golmard wurde 1993 Tennisprofi. Im darauf folgenden Jahr gewann er das Challenger-Turnier von Campinas. Nach zwei weiteren Challenger-Titeln erreichte er 1995 erstmals das Viertelfinale eines ATP-Turniers. 1999 gewann er in Dubai seinen ersten ATP-Titel, dabei schlug er Tim Henman, Carlos Moyá und im Finale Nicolas Kiefer. 2000 errang er in Chennai seinen zweiten und letzten Einzel-Turniersieg, zwei weitere Male bestritt er ein Finale.
In der Doppelkonkurrenz stand er einmal im Finale, 2000 an der Seite von Michael Kohlmann in Gstaad. Seine höchsten Notierungen in der ATP-Weltrangliste erreichte er 1999 mit Position 22 im Einzel sowie 1998 mit Position 143 im Doppel.
Sein bestes Einzelergebnis bei einem Grand-Slam-Turnier war das Erreichen der dritten Runde bei den Australian Open, in Wimbledon und bei den US Open. Im Doppel kam er dort nie über die zweite Runde hinaus. Golmard spielte zwischen 1995 und 2000 sechs Einzelpartien und eine Doppelpartie für die französische Davis-Cup-Mannschaft.
Bei Jérôme Golmard wurde im Januar 2014 Amyotrophe Lateralsklerose (ALS) diagnostiziert, an der er am 1. August 2017 im Alter von 43 Jahren starb.

## Erfolge
| Legende (Anzahl der Siege)    |
| Grand Slam                    |
| Tennis Masters Cup            |
| ATP Masters Series            |
| ATP International Series Gold |
| ATP International Series (2)  |

### Einzel

#### Turniersiege
| Nr. | Datum            | Turnier | Belag     | Finalgegner     | Ergebnis       |
| --- | ---------------- | ------- | --------- | --------------- | -------------- |
| 1.  | 15. Februar 1999 | Dubai   | Hartplatz | Nicolas Kiefer  | 6:4, 6:2       |
| 2.  | 10. Januar 2000  | Chennai | Hartplatz | Markus Hantschk | 6:3, 6:76, 6:3 |

#### Finalteilnahmen
| Nr. | Datum           | Turnier  | Belag     | Finalgegner   | Ergebnis       |
| --- | --------------- | -------- | --------- | ------------- | -------------- |
| 1.  | 29. Juli 2001   | Umag     | Sand      | Carlos Moyá   | 4:6, 6:3, 6:72 |
| 2.  | 14. Januar 2002 | Auckland | Hartplatz | Greg Rusedski | 7:6, 4:6, 5:7  |

### Doppel

#### Finalteilnahmen
| Nr. | Datum         | Turnier | Belag | Partner          | Finalgegner           | Ergebnis      |
| --- | ------------- | ------- | ----- | ---------------- | --------------------- | ------------- |
| 1.  | 16. Juli 2000 | Gstaad  | Sand  | Michael Kohlmann | Jiří Novák David Rikl | 6:3, 3:6, 4:6 |